# Edith Langner

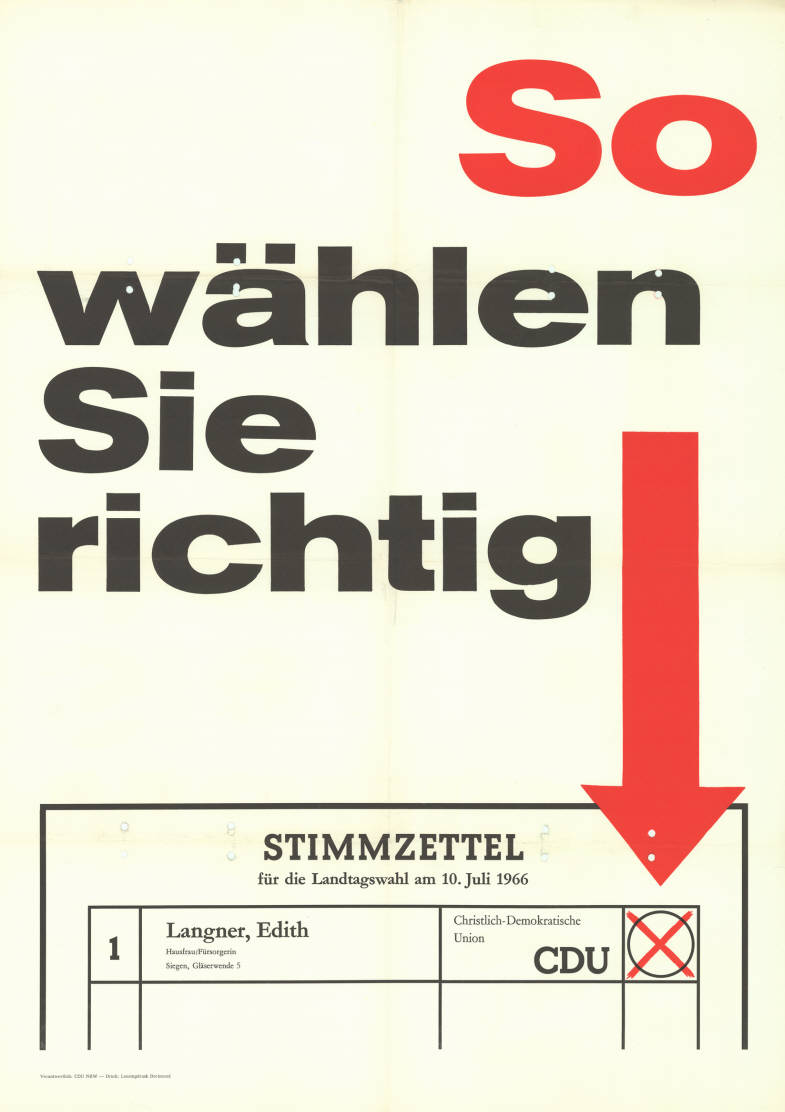
Wahlplakat von Edith Langner im Landtagswahlkampf 1966

Edith Langner geb. Diebitz (* 23. Januar 1913 in Posen; † 7. Dezember 1986 in Siegen) war eine deutsche Politikerin und Landtagsabgeordnete (CDU).

## Leben und Beruf
Nach dem Besuch der Volksschule und der Realschule mit dem Abschluss der mittleren Reife besuchte sie das Kindergärtnerinnen- und Hortnerinnenseminar und schloss es mit dem Staatsexamen ab. Sie war als Kindergärtnerin, Hauslehrerin und als Mitarbeiterin der Inneren Mission in Siegen tätig. 1947 wurde Langner Mitglied der CDU. Sie war in zahlreichen Gremien der CDU auf Stadt- und Kreisebene vertreten, u. a. als Mitglied des Vorstandes des CDU-Kreisverbandes Siegen. Außerdem war sie Presbyterin ihrer evangelischen Kirchengemeinde in Siegen.

## Abgeordnete
Vom 25. Juli 1966 bis 27. Mai 1975 war Langner Mitglied des Landtags des Landes Nordrhein-Westfalen der 6. und 7. Wahlperiode. Sie wurde jeweils über die Landesliste ihrer Partei gewählt.
Dem Stadtrat der Stadt Siegen gehörte sie von 1952 bis 1971 als Mitglied an.

## Sonstiges
Edith Langner erhielt im September 1973 das Bundesverdienstkreuz am Bande des Verdienstordens.
Seit dem 2. September 2023 ist eine Straße in Siegen nach Edith Langner benannt.